# ووكاش كوشاريك
ووكاش كوشاريك (بالبولندية: Łukasz Koszarek) مواليد 12 يناير 1984 في بولندا، هو لاعب كرة سلة بولندي. بدأ مسيرته الاحترافية في سنة 2003. يلعب مع نادي جلونا غورا لكرة السلة كلاعب هجوم خلفي. يحمل الرقم 55.

## المسيرة الاحترافية
لعب مع تورو زغورجيلتس في موسم 2006–2007، ثم لعب مع نادي فوتسوافك لكرة السلة من سنة 2007 إلى 2009، ثم لعب مع يوفي كازيرتا باسكت في الدوري الإيطالي من سنة 2009 إلى 2011، ثم لعب مع أسكو غدينيا في موسم 2012–2013، ثم لعب مع نادي جلونا غورا لكرة السلة في سنة 2013.

## الإنجازات
- كأس بولندا لكرة السلة: 2007، 2012، 2015، 2017
- الدوري البولندي لكرة السلة: 2012–13، 2014–15
- كأس السوبر البولندية لكرة السلة: 2012

## إحصائيات المسيرة

### الدوري الأوروبي
| السنة   | الفريق                     | لعب | بدأ | دقيقة | ميداني% | ثلاثية | حرة  | ارتداد | صنع | استلاب | تصدي | نقطة | أداء |
| ------- | -------------------------- | --- | --- | ----- | ------- | ------ | ---- | ------ | --- | ------ | ---- | ---- | ---- |
| 2012–13 | أسكو غدينيا                | 10  | 9   | 29.9  | .420    | .366   | .903 | 2.9    | 4.0 | 1.1    | .1   | 11.1 | 11.6 |
| 2013–14 | نادي جلونا غورا لكرة السلة | 10  | 10  | 31.3  | .378    | .314   | .857 | 3.8    | 5.8 | .4     | .1   | 8.5  | 8.9  |
| المسيرة |                            | 20  | 19  | 30.6  | .398    | .342   | .895 | 3.4    | 4.9 | .8     | .1   | 9.8  | 10.2 |

## روابط خارجية
- ووكاش كوشاريك على موقع الاتحاد الدولي لكرة السلة (الإنجليزية)
- ووكاش كوشاريك على موقع الدوري الأوروبي لكرة السلة (الإنجليزية)
- ووكاش كوشاريك على موقع كرة السلة الأوروبية.كوم (الإنجليزية)
- ووكاش كوشاريك على موقع ريلجم (الإنجليزية)
- ووكاش كوشاريك على موقع بروبوليرز (الإنجليزية)
- ووكاش كوشاريك على موقع سبورتس رفرنس (الإنجليزية)